# Carlisle United Football Club
Carlisle United Football Club é um clube de futebol inglês baseado em Carlisle, Cumbria. Ele joga atualmente na Football League Two, o equivalente à 4.ª divisão. 

O Carlisle United tem rivalidades com vários clubes, principalmente com o Preston North End, o Hartlepool United e o Middlesbrough, que foram apontados como seus maiores rivais em uma pesquisa de 2012. Os clubes locais da Cúmbria, como Barrow e Workington, também são considerados rivais históricos do Carlisle United, assim como Rochdale, Oldham Athletic, Tranmere Rovers e Doncaster Rovers.

### Títulos
- League Two: 1

(2005–06)
- EFL Trophy: 2

(1996-97, 2010-11)